# NGC 4653
NGC 4653 este o intermediate spiral galaxy⁠(d) situată în constelația Fecioara. A fost descoperită în 11 aprilie 1787 de către William Herschel. Se află la o distanță de 38,6 de megaparseci de Pământ.